# Toyota Highlander II
Le Toyota Highlander  II est un SUV du constructeur automobile japonais Toyota. Il est la seconde génération de Highlander depuis 2000.

## Présentation
Ses concurrentes sont les Buick Enclave, Chevrolet Traverse, Ford Flex, GMC Acadia, Honda Pilot, Hyundai Veracruz, Mazda CX-9, Mitsubishi Endeavour, Nissan Murano et Subaru Tribeca.

## Caractéristiques techniques

### Motorisation
Le Toyota Highlander est disponible avec deux motorisations : 
- un moteur de quatre cylindres en ligne (16 soupapes de 2,7 litres 187 ch), ou un six cylindres en V (24 soupapes de 3,5 litres et 270 ch) avec une transmission automatique à 6 rapports:
- Une motorisation hybride similaire à celle de la Toyota Prius[1]

## Sécurité
D'un point de vue sécurité, le Toyota Highlander possède :
- un système de freinage anti-blocage ABS,
- la répartition électronique des forces de freinage,
- l'antipatinage
- le contrôle de stabilité électronique.

## Galerie photo

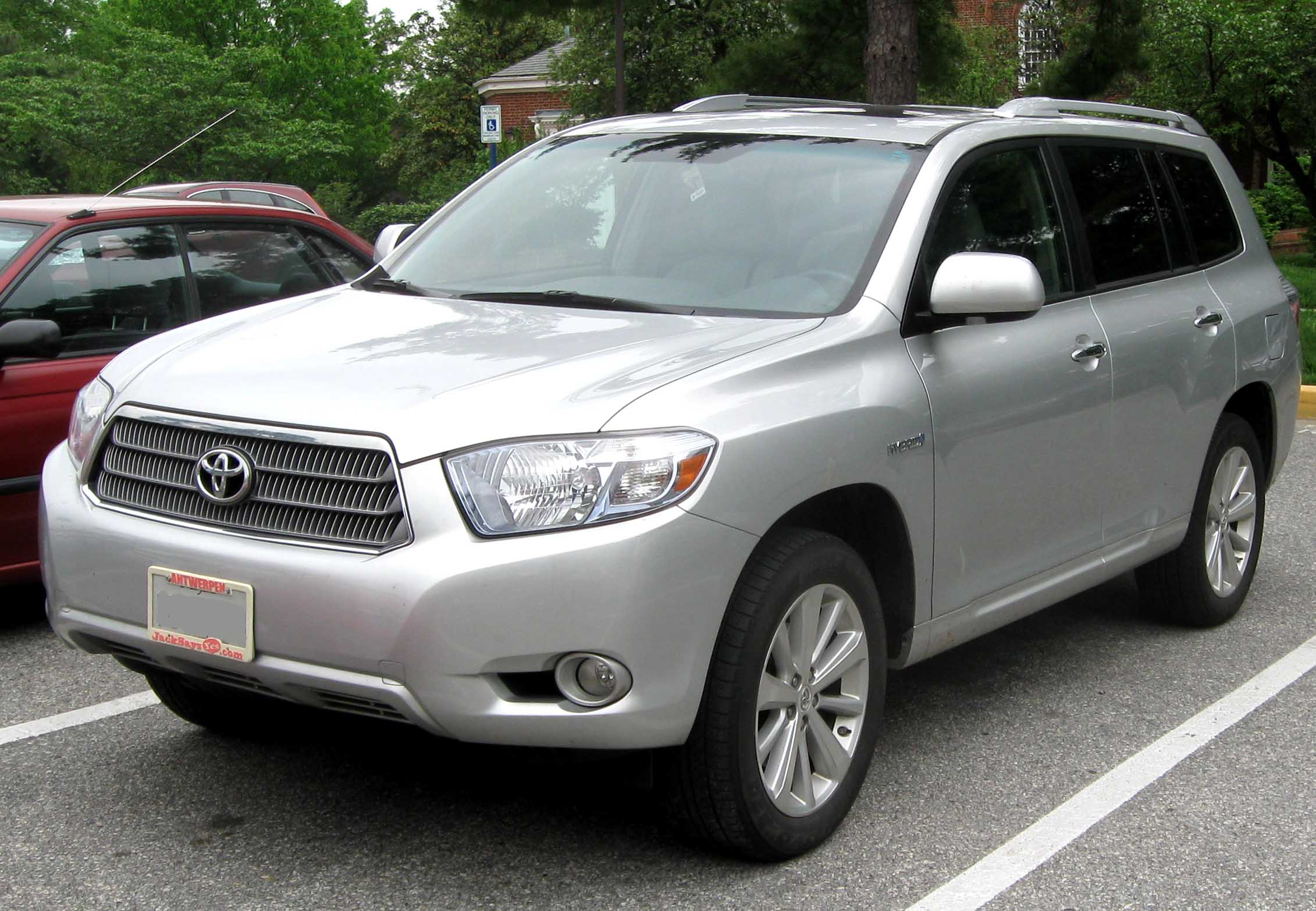
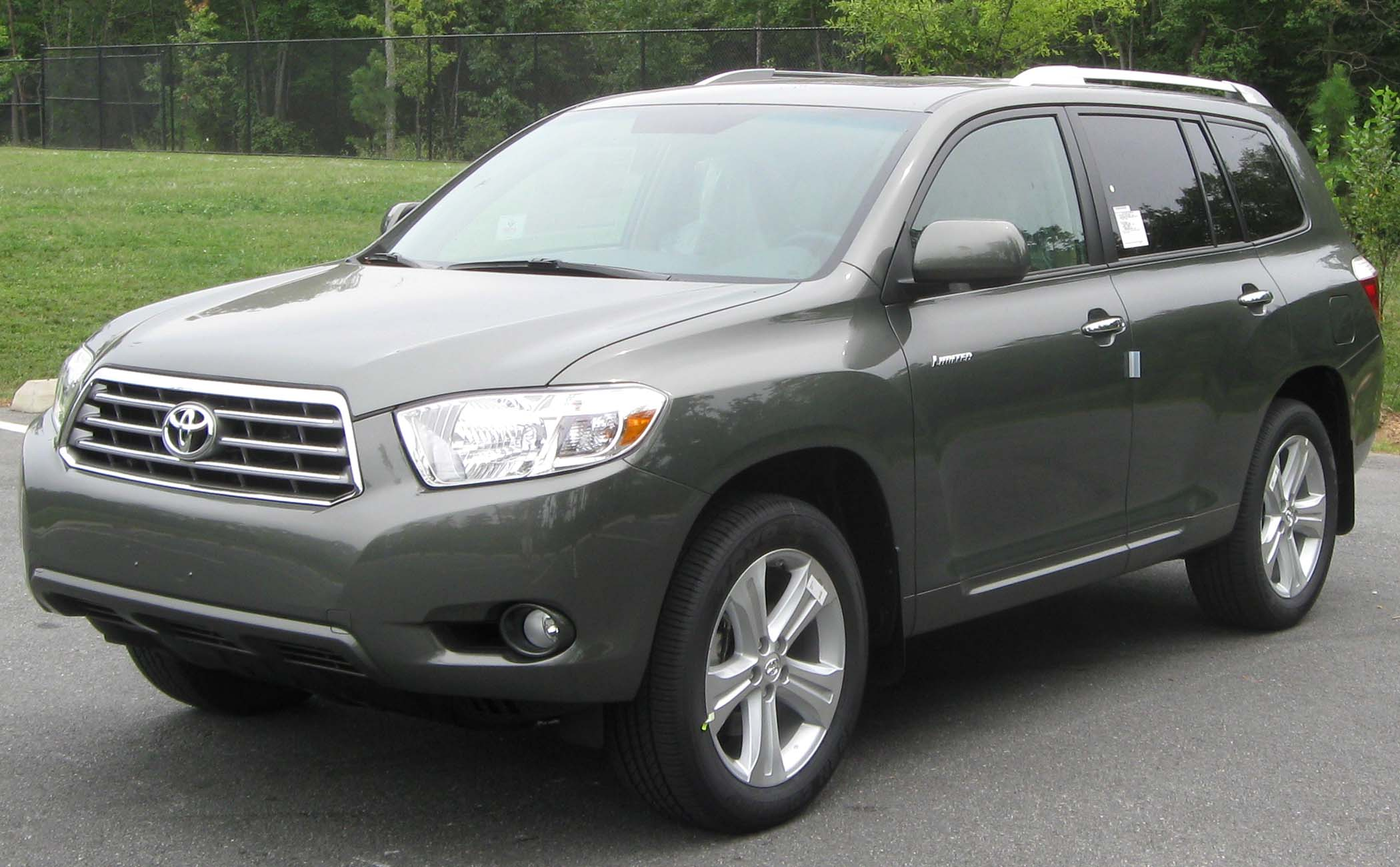
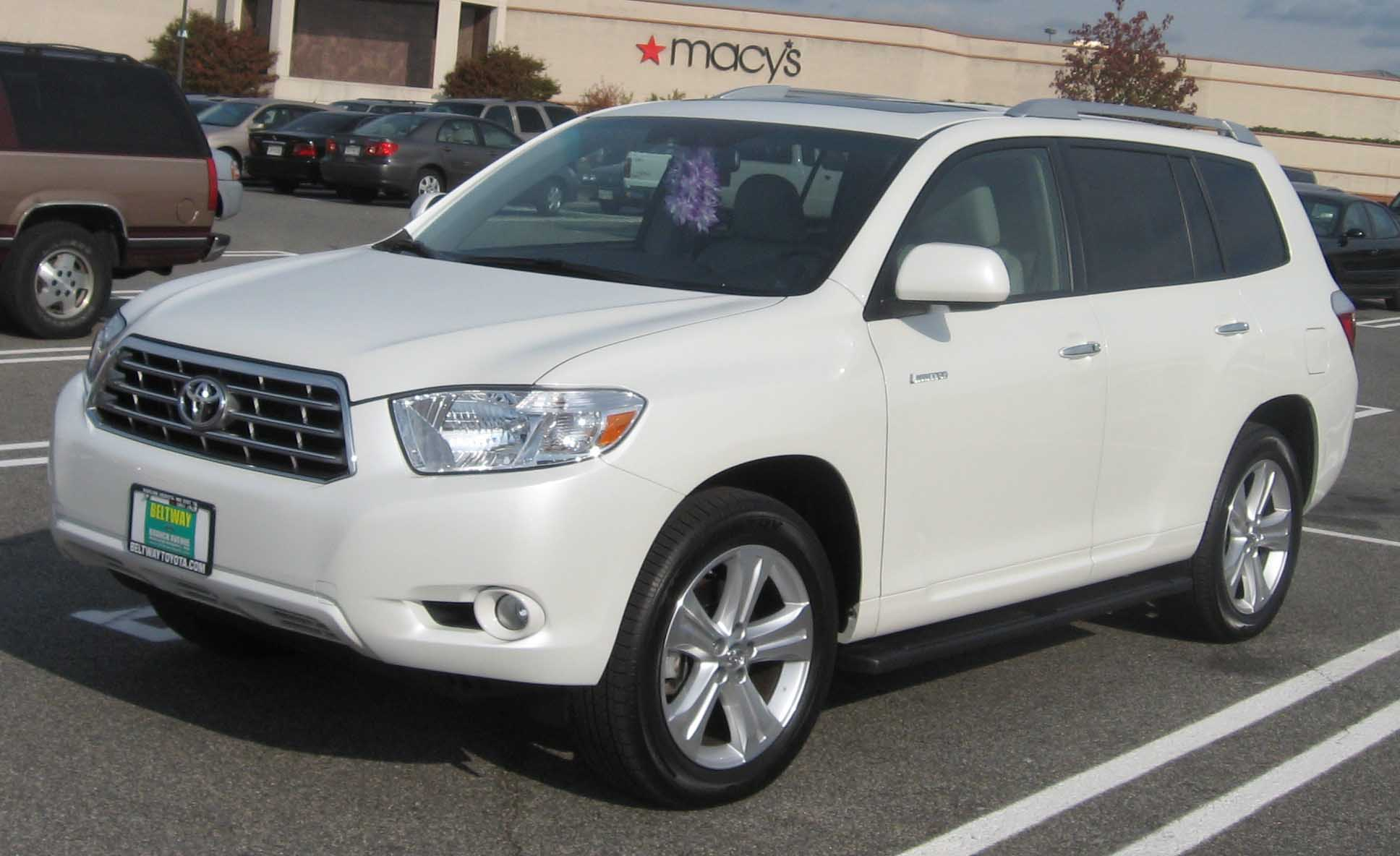
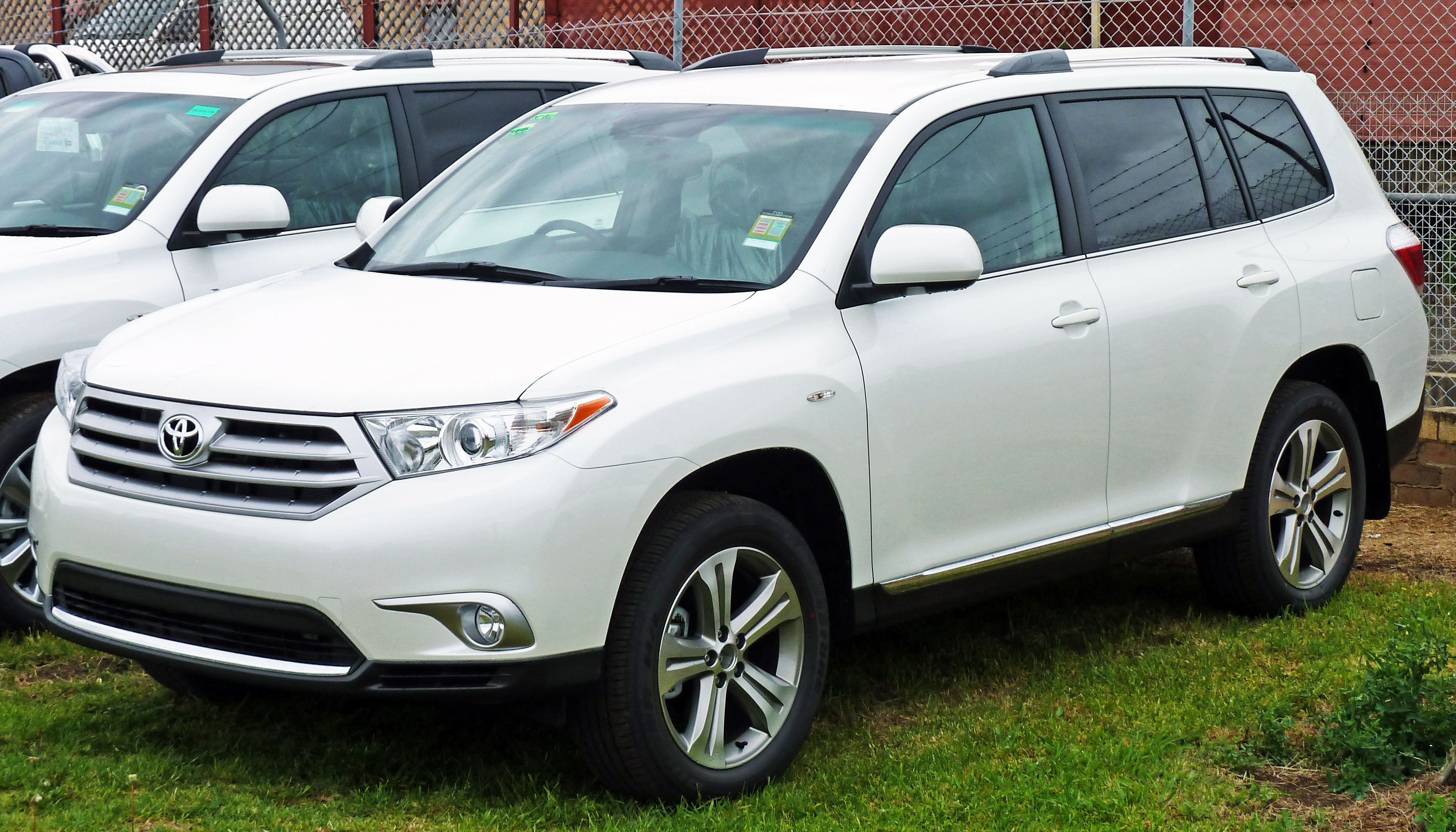